# Степанчук, Владислав Владимирович
Владисла́в Влади́мирович Степанчу́к (укр. Владислав Володимирович Степанчук; 29 января 2006, Хмельницкий) — украинский военнослужащий, солдат, участник российско-украинской войны. Герой Украины (2025).

## Биография
В июле 2023 года поступил в Национальную академию Государственной пограничной службы Украины имени Богдана Хмельницкого. В апреле 2024 года, достигнув 18-летнего возраста, добровольно присоединился к новосозданному отделению огневой поддержки Государственной пограничной службы Украины.
29 апреля 2024 года получил первый боевой опыт в Курской области. Во время обустройства огневых позиций украинские военнослужащие подверглись комбинированному обстрелу со стороны противника, включая артиллерию и ударные дроны «Ланцет». Несмотря на маневрирование, группа попала под миномётный обстрел. Степанчук оказал помощь раненым и установил связь с командным пунктом. Объединившись с военнослужащими соседнего подразделения, взял на себя командование и организовал отход всех бойцов на запасные позиции. В результате четырёхчасового боя под его руководством 21 украинский военнослужащий успешно вышел из полуокружения и был передислоцирован в безопасный район.

## Награды
- Звание «Герой Украины» с удостоением ордена «Золотая Звезда» (26 февраля 2025) — за личное мужество и героизм, проявленные в защите государственного суверенитета и территориальной целостности Украины, верность военной присяге[3].